# Phillip Johnson
Phillip E. Johnson (* 18. Juni 1940 in Aurora, Illinois; † 2. November 2019 in Berkeley, Kalifornien) war ein US-amerikanischer Professor der Rechtswissenschaften und Autor.
Er gilt als der Vater der Intelligent-Design-Bewegung, die die Evolutionstheorie bekämpft und eine überlegene übernatürliche Intelligenz als Ursprung biologischer Information postuliert.

## Leben
Johnson erwarb 1961 an der Harvard-Universität den Bachelorgrad in englischer Literatur. An der University of Chicago studierte er Rechtswissenschaften. Er war Mitarbeiter des Supreme-Court-Richters Earl Warren. An der University of California, Berkeley unterrichtete Johnson von 1967 bis 2000 Rechtswissenschaften.
Obwohl Johnson keinerlei formelle Ausbildung in Biowissenschaften hatte, wurde er zu einem prominenten Kritiker der Evolutionstheorie. Den Begriff Intelligent Design in seiner heutigen Bedeutung popularisierte er in seinem 1991 erschienenen Buch Darwin im Kreuzverhör.
Er kritisierte den Naturalismus und vertrat eine Philosophie, für die er die Bezeichnung theistischer Realismus prägte. Er verfasste mehrere Bücher über Strafrecht und über juristische, philosophische und bildungspolitische Fragen im Zusammenhang mit der Auseinandersetzung zwischen Anhängern und Gegnern der Evolutionstheorie.
Johnson war Ältester in der presbyterianischen Kirche.

## Evolution und Intelligent Design im öffentlichen Bildungssystem
In einem Artikel im Wall Street Journal legte Johnson einige der philosophischen Grundlagen der Bildungspolitik dar:
Die Wurzel des Problems ist, dass es für Wissenschaft in unserer Kultur zwei unterschiedliche Definitionen gibt. Auf der einen Seite bezeichnet Wissenschaft eine Methode der Untersuchung, zu der Dinge gehören wie sorgfältige Messungen, wiederholbare Experimente und besonders eine skeptische vorurteilsfreie Haltung, die darauf besteht, dass alle Behauptungen sorgfältig überprüft werden müssen. Wissenschaft wird nun auch mit einer Philosophie identifiziert, die als Materialismus oder wissenschaftlicher Naturalismus bekannt ist. Diese Philosophie besteht darauf, dass die Natur alles ist, was es gibt, oder zumindest das einzige, worüber wir etwas wissen können. … Von Schülern wird nicht erwartet, dass sie an diese Philosophie mit vorurteilsfreier Skepsis herangehen, sondern dass sie sie auf Vertrauensbasis glauben.
Johnson trat für die Politik des Teach the Controversy (Die Kontroverse unterrichten) ein. Die Vertreter dieses Ansatzes befürworten, im öffentlichen Schulsystem sowohl die Evolutionstheorie zu unterrichten, als auch parallel dazu die von Kreationisten so genannte Evolutionskritik, ein von ihnen zusammengestellter Argumentationskomplex, der bei oberflächlicher Betrachtung suggeriert, dass die Evolutionstheorie unplausibel ist.
Im Dokumentarfilm Judgment Day: Intelligent Design on Trial war er Interviewpartner.

## Christlicher Publizist
Außer dem Eintreten für seine Ziele im öffentlichen Bildungswesen war Johnson in christlichen Kreisen als Redner über Themen der Apologetik und der Evangelisierung aktiv. Johnson glaubte, dass eine „ehrliche“ Untersuchung der Tatsachen vorurteilslose Beobachter zur christlichen Wahrheit führen müsse. Er war entschieden gegen eine Indoktrinierung von Atheisten, um sie zu Christen zu machen, und sprach sich gegen eine Unterdrückung wissenschaftlicher Fakten und Argumente aus, die der christlichen Lehre entgegenzulaufen scheinen.

## Veröffentlichungen
- Evolution as Dogma: The Establishment of Naturalism. Haughton Publishing, 1990.
- Criminal Procedure: Cases and Commentary. West Publishing Company, 1994, ISBN 0-314-03584-2.
- Criminal Law: Cases, Materials, and Text. 5. Auflage. West Publishing Company, 1995, ISBN 0-314-06410-9.
- Reason in the Balance. InterVarsity Press, 1995. ISBN 0-8308-1610-0.
- Defeating Darwinism by Opening Minds. InterVarsity Press, 1997, ISBN 0-8308-1362-4.
- Objections Sustained. InterVarsity Press, 1998, ISBN 0-8308-1941-X.
- The Wedge of Truth. InterVarsity Press, 2000, ISBN 0-8308-2267-4.
- The Right Questions. InterVarsity Press, 2003, ISBN 0-8308-2294-1.
- Darwin im Kreuzverhör. CLV Bielefeld, 2003, ISBN 3-89397-952-2 (online, PDF; 1,8 MB).